# さよならをキミに...feat.Spontania
「さよならをキミに... feat. Spontania」（さよならをきみに フィーチャリング スポンテニア）は、日本の歌手Tiaraが2009年9月2日に日本クラウンよりリリースした1枚目のシングル。

## 概説
Tiaraのデビューシングルである。表題曲「さよならをキミに...feat. Spontania」の歌詞の世界観がケータイ配信世代に支持され、スマッシュロングヒットとなった。配信累計60万ダウンロード（2010年2月時点）を突破している。
フィーチャリングで参加したSpontaniaとは、デビューの6年前より親交があり、兄貴分として慕っている間柄である。Tiara本人が直接Spontaniaに電話交渉したとインタビューにて発言している。
作詞作曲は主にTiara本人が行い、プロデュースはインディーズ時代から引き続き、YANAGIMANが行っている。
携帯有料配信サイト、歌詞検索サイトのランキングで上位をマークし、2009年music.jp第1回新人杯にてグランプリを受賞した。また、レコチョク2009年下半期ダウンロード数ランキングの新人枠にて4位を記録した。有線放送9月度のJ-POP総合チャートでも2位を記録した。
カップリング「そのままで」は、唯一Tiaraのみが歌っている曲となっている。
同じくカップリング「さあいこう feat. Spontania」は、Wyolicaが2000年4月19日に発売したシングルのカバーソングである。表題曲に続きSpontaniaがフィーチャリングで参加し、新たにRapを付け加えた形で構成されている。

## 曲と歌詞
「さよならをキミに... feat. Spontania」を制作していた当時、実際にTiaraが失恋をしたばかりだった。前の恋愛を忘れたくても忘れられず、当時の気持ちがそのまま詰まった曲だという。曲・歌詞は、YANAGIMANのトラックにTiaraがメロディーと歌詞を付けている。
「そのままで」は、UTAとの共作。歌詞はTiaraが書いている。大切な友達に向けて書いた曲で、「弱さも強さも全部含めてあなただから、どうかそのままでいて欲しい。」そんな気持ちが込められている。自分自身に向けた曲でもあるとインタビューにて発言している。

## 収録曲
1. さよならをキミに... feat. Spontania
作詞：Tiara、Spontania、作曲：Tiara、YANAGIMAN、Spontania、編曲&プロデュース：YANAGIMAN
2. そのままで
作詞：Tiara、作曲：Tiara、UTA、編曲&プロデュース：UTA
3. さあいこう feat. Spontania
作詞：SO-TA、作曲：SO-TA、編曲&プロデュース：YANAGIMAN
4. さよならをキミに... feat. Spontania (INSTRUMENTAL)

## その他
- music.jp 2009年第1回新人杯グランプリ受賞
- レコチョク 2009年下半期 新人ランキング4位
- RIAJ（日本レコード協会） 有料配信、着うたフルにてゴールド認定

## タイアップ
- NTV系「歌スタ!!」オープニング・テーマ
- TX系「流派-R」エンディング・テーマ
- 全国ラジオ23局にてパワープレイ獲得